# Приморское (Лиманская сельская община)
Приморское (укр. Приморське; рум. Sagani) — село в Белгород-Днестровском районе Одесской области Украины. Расположено на западном берегу лимана Шаганы. Также к территории села относится курорт Рассейка.

## История
Село было основано в 1815 году бывшими казаками Усть-Дунайского войска. В 1817 году состоялось освящение Свято-Никольского храма. 26 февраля 1888 года было открыто мужское училище с женским отделением. 26 октября 1901 года состоялось открытие мужской церковно-приходской школы. В том же году открыта женская церковно-приходская школа в честь рождения Великой Княжны Анастасии Николаевны, за что Государь Император Николай II объявил Высочайшую благодарность. В период Великой Отечественной войны 507 жителей села сражались с врагом на фронтах, 72 из них удостоены правительственных наград. 181 человек погиб в борьбе с фашизмом.
На территории Приморского была расположена центральная усадьба многоотраслевого колхоза «50 лет Октября». Как победителю Всесоюзного социалистического соревнования в 1973 году колхозу присуждено памятное Красное знамя Министерства сельского хозяйства СССР и ЦК профсоюза работников сельского хозяйства и заготовок. 46 передовиков производства были удостоены правительственных наград, в том числе ордена Ленина — тракторист Л. Н. Мельниченко, ордена Октябрьской Революции — председатель колхоза В. П. Кириляк.
В 1945 г. Указом ПВС УССР село Шаганы переименовано в Приморское.